# بروس اريك كابلان
بروس اريك كابلان (بالإنجليزية: Bruce Eric Kaplan)‏ هو كاتب سيناريو أمريكي، ولد في 9 سبتمبر 1964.

## وصلات خارجية
- بروس اريك كابلان على موقع IMDb (الإنجليزية)
- بروس اريك كابلان على موقع ألو سيني (الفرنسية)
- بروس اريك كابلان على موقع قاعدة بيانات الفيلم (الإنجليزية)